# Pomorski muzej u Dubrovniku
Pomorski muzej u Dubrovniku smješten je u dubrovačkoj tvrđavi svetog Ivana.

## Povijest
Osnovan je 1941. godine organizacijom izložbe pod nazivom Pomorski putevi i Dubrovnik kroz stoljeća. Muzej je od 1949. godine bio dijelom Jugoslavenske akademije znanosti i umjetnosti, a 1987. godine spojio se s Dubrovačkim muzejom.
Muzej je smješten u tvrđavi svetog Ivana koja je restaurirana nakon katastrofalnog potresa 1979. godine. Stalni postav muzeja je postavljen 1986. godine, a prikazuje pomorsku povijest grada Dubrovnika i njegove okolice.

## Eksponati
U postavu izložbe se nalaze makete brodova iz 17., 18. i 19. stoljeća, brojne zastave, topovi i ostalo oružje, nautički instrumenti, brodski dnevnici, mape, razni dokumenti, kao i vrijedns knjižnics s mnogim rijetkim primjercima knjiga i važnom arhivskom građom.

## Važnije izložbe
Tijekom proteklih godina u muzeju su bile postavljene razne izložbe poput:
- 1990. Brodograđevna tradicija u Dubrovniku,
- 1992. – 1993. Dubrovnik i Novi svijet (Amerike),
- 1994. Baština drvene brodogradnje u Hrvatskoj,
- Posljednji dubrovački i pelješki jedrenjaci,
- 1996. Slike kap. B. Ivankovića (1815. – 1898.).

## Stalni postav
Neki od predmeta iz stalnog postava muzeja:
- Pehar-čaša
- Navigacijski šestar
- Teretnica jedrenjaka "Sto Nic. Jozepo"
- Korice brodske knjige dubrovačkog broda "S. Spirito"
- Model dubrovačkog galijuna
- Pomorski atlas Placido Caloiro Oliva
- Brodska apoteka s jedrenjaka Dubrovačke republike
- Mornarska škrinja
- Konzularna diploma Dubrovačke Republike
- Isprava dubrovačkog konzula u Lisabonu
- Dubrovačka pulaka
- Fragment državne brodske zastave
- Pulena - ukrasna figura s pramca jedrenjaka "Abraham"
- Model broda tipa košne golete
- Brodska apoteka dubrovačkog jedrenjaka "Rado"
- Bark "Eber"
- Nava "Danica"
- P/B "Dubrovnik"
- Ukrasna (ili uresna) pulena velikog trabakula
- P/B "Daksa"

## Vanjske poveznice
- Pomorski muzej u Dubrovniku Hrvatska tehnička enciklopedija, portal hrvatske tehničke baštine. LZMK